# Боулер (Вісконсин)
Боулер (англ. Bowler) — селище (англ. village) в США, в окрузі Шавано штату Вісконсин. Населення — 320 осіб (2020).

## Географія
Боулер розташований за координатами 44°51′46″ пн. ш. 88°58′53″ зх. д. / 44.86278° пн. ш. 88.98139° зх. д. (44.862909, -88.981474).  За даними Бюро перепису населення США в 2010 році селище мало площу 2,64 км², уся площа — суходіл.

## Демографія
Згідно з переписом 2010 року, у селищі мешкали 302 особи в 130 домогосподарствах у складі 87 родин. Густота населення становила 114 осіб/км².  Було 150 помешкань (57/км²).
Расовий склад населення:
| - 74,5 % — білих - 17,2 % — корінних американців |

До двох чи більше рас належало 8,3 %. Частка іспаномовних становила 3,3 % від усіх жителів.
За віковим діапазоном населення розподілялося таким чином: 23,5 % — особи молодші 18 років, 58,6 % — особи у віці 18—64 років, 17,9 % — особи у віці 65 років та старші. Медіана віку мешканця становила 41,7 року. На 100 осіб жіночої статі у селищі припадало 89,9 чоловіків;  на 100 жінок у віці від 18 років та старших — 92,5 чоловіків також старших 18 років.
Середній дохід на одне домашнє господарство  становив 49 749 доларів США (медіана — 48 750), а середній дохід на одну сім'ю — 54 635 доларів (медіана — 50 156). Медіана доходів становила 38 750 доларів для чоловіків та 27 344 долари для жінок. За межею бідності перебувало 27,0 % осіб, у тому числі 54,4 % дітей у віці до 18 років та 7,9 % осіб у віці 65 років та старших.
Цивільне працевлаштоване населення становило 182 особи. Основні галузі зайнятості: мистецтво, розваги та відпочинок — 33,5 %, освіта, охорона здоров'я та соціальна допомога — 19,8 %, виробництво — 12,6 %, транспорт — 6,6 %.